# Georg Blessing
Georg Joseph Blessing (* 24. Dezember 1882 in Freiburg im Breisgau; † 10. Dezember 1941 in München) war ein deutscher Zahnarzt und Hochschullehrer.

## Leben

### Familie
Georg Blessing stammte aus einer Familie mit einem unternehmerischen Hintergrund. Sein Vater, Alexander Blessing, war Fabrikant. Seine Mutter war Elisabeth, geb. Leo (1848– 1936). Sein Elternhaus war zum Zeitpunkt seiner Geburt in der Zähringer Str. 26 in Freiburg.
Am 16. August 1912 heiratete er Adeline Charlotte, geb. Barry. Aus der Ehe gingen zwei Söhne und eine Tochter hervor.

## Werdegang
Nach Beendigung des Gymnasiums begann der akademische Werdegang von Georg Blessing an den Universitäten München, Straßburg und Freiburg, wo er bis 1906 Medizin, Zahnheilkunde und Naturwissenschaften studierte. Im Jahr 1906 legte er die zahnärztliche Staatsprüfung in Freiburg ab und diente darauf ein Jahr lang als einjährig-freiwilliger Soldat im 5. Badischen Infanterie-Regiment Nr. 113.
Seine berufliche Laufbahn setzte er seit 1907 an der zahnärztlichen Universitätsklinik in Freiburg als Assistent bei Wilhelm Herrenknecht fort, mit dem er ein freundschaftliches Verhältnis pflegte. Während dieser Zeit widmete er sich intensiv dem Studium und dem Besuch medizinischer und naturwissenschaftlicher Vorlesungen, um sein Wissen und seine Fähigkeiten zu erweitern. 1911 folgte die Promotion zum Dr. phil. nat. an der Universität Bern mit einer Dissertation über das Thema Zur Bakteriologie und antibakteriellen Therapie der ‚Pyorrhoea alveolaris‘. Im selben Jahr wechselte er als Assistent an die zahnärztliche Universitätsklinik in Tübingen. In den folgenden Jahren übernahm er verschiedene Leitungspositionen, unter anderem als Leiter der Zahnärztlichen Klinik an der Akademie für praktische Medizin in Düsseldorf von 1912 bis 1914 und in der zahnärztlichen Klinik in Braunschweig von 1914 bis 1917. 1915 habilitierte er sich für das Fach Zahnheilkunde an der Technischen Hochschule Braunschweig mit einer Arbeit über das Thema Asepsis und Antiseptik in der Zahnheilkunde.
Während des Ersten Weltkriegs leistete er seinen Dienst in der Armee und leitete eine Kiefer- und Zahnstation.
Nach dem Krieg wurde er für das laufende Semester an die Universität Braunschweig beurlaubt, um experimentelle Studien durchzuführen. Er wurde 1919 Privatdozent und 1920 Professor an der Universität Rostock. Kurz darauf folgte er einem Ruf an die Universität Heidelberg, wo er bis 1935 als ordentlicher Professor für Zahnheilkunde tätig war. Einen Ruf an die Universität Jena lehnte er 1920 ab, sondern übernahm im selben Jahr die Direktion der Zahnärztlichen Klinik und Poliklinik an der Universität Heidelberg. Politisch war Blessing ein aktives Mitglied der Zentrumspartei.
Nach der nationalsozialistischen Machtergreifung nahm seine Karriere einen Wendepunkt. Trotz seiner wichtigen Rolle als Mentor und der Unterstützung durch Fachkollegen sah er sich an der Universität Heidelberg einer Verleumdungskampagne ausgesetzt, die von Vorwürfen über Missstände an der Heidelberger Zahnklinik ausgelöst wurde. Diese Missstände umfassten unter anderem unzureichende Praktika und Vorwürfe über seinen Umgang mit Assistentinnen und Studentinnen. Die Situation eskalierte während einer Vorlesung, als ihn drei Studenten in SA-Uniform ergriffen und zur nächsten Polizeistation brachten. Sie behaupteten, Georg Blessing habe Gelder der Universitätsklinik unterschlagen und Studentinnen unsittliche Anträge gemacht, worauf er kurzzeitig in Schutzhaft genommen und unverzüglich beurlaubt wurde. Die Staatsanwaltschaft Heidelberg erhob Anklage gegen ihn wegen unberechtigter Gebühren, die jedoch fallengelassen wurde, da kein strafbarer Tatbestand festgestellt werden konnte. Dennoch scheiterten seine Versuche, seine Position zurückzuerlangen. Letztendlich musste er ein Emeritierungsgesuch einreichen, das zum 1. Dezember 1934 genehmigt wurde. Eine Fortsetzung seiner Lehrtätigkeit wurde ihm vom Rektor der Heidelberger Universität aus politischen Gründen ("eifriger Zentrumsmann") verweigert. Blessing starb 1941 in München, körperlich und seelisch gebrochen.

### Berufliches Wirken
Georg Blessing war ein Pionier auf dem Gebiet der Zahnheilkunde und Bakteriologie. Durch sein Wirken hatte er einen bleibenden Einfluss auf die zahnärztliche Ausbildung und Praktiken hinterlassen, insbesondere durch seine Forschungen zur Bakteriologie wichtiger Mundkrankheiten und den Keimarten bei Alveolarpyorrhoe.
Er war Mitarbeiter an mehreren bedeutenden Publikationen, darunter die Handbibliothek des Zahnarztes, die Ergebnisse der gesamten Zahnheilkunde sowie die Deutsche Zahnheilkunde. Zudem trug er zu Ergebnisse der Pathologie und pathologische Anatomie und dem Reichsmedizinalanzeiger bei.
Georg Blessing veröffentlichte mehrere Werke, die als Repetitorien für Studierende konzipiert waren. Zu seinen bekanntesten Publikationen zählten Das zahnärztliche Physikum und Das zahnärztliche Staatsexamen, die in mehreren Auflagen erschienen sind. Seine Werke zur allgemeinen und speziellen Bakteriologie des Mundes und der Zähne sowie sein Diagnostisch-therapeutisches Vademecum für die zahnärztliche Praxis waren ebenfalls von großer Bedeutung für die zahnmedizinische Praxis und Ausbildung.

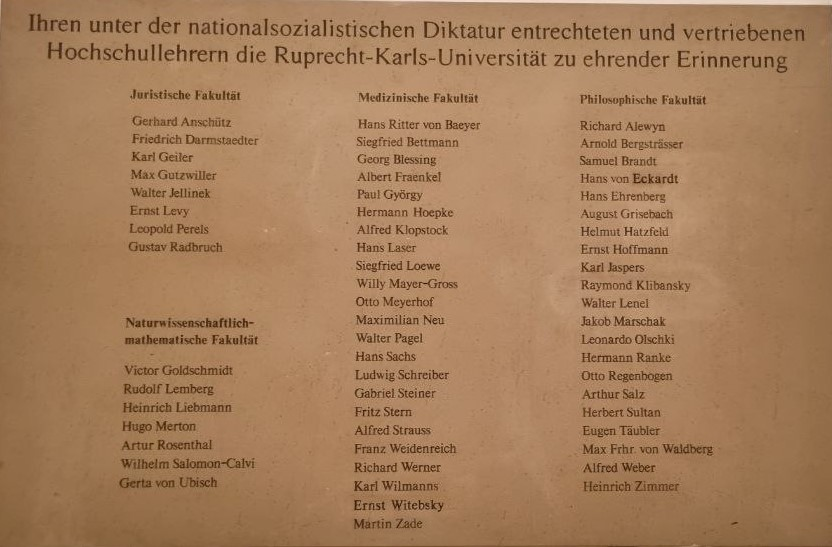
Gedenktafel entrechtete Hochschullehrer in der Alten Universität

## Ehrungen und Erinnerungen
1926 wurde Georg Blessing in Heidelberg zum Dr. med. dent. h.c. ernannt.
Sein Name befindet sich auf einer 1993 enthüllten Gedenktafel im Eingangsbereich der Alten Universität Heidelberg, auf der 59 habilitierte Hochschullehrer genannt werden, die während der NS-Zeit ihrer akademischen Rechte beraubt wurden.

## Schriften (Auswahl)
- Zur Bakteriologie und antibakteriellen Therapie der ‚Pyorrhoea alveolaris‘. 1911.
- Das zahnärztliche Physikum. Repetitorium für Studierende. Wiesbaden 1911.
- Das zahnärztliche Staatsexamen. Repetitorium für Studierende. Wiesbaden 1912.
- Asepsis und Antiseptik in der Zahnheilkunde. 1915.
- Gewerbliche Intoxikationen und ihre Symptome in der Mundhöhle. 1915.
- Allgemeine und spezielle Bakteriologie des Mundes und der Zähne. Leipzig 1915.
- Bakteriologie des Mundes und der Zähne. 1915.
- Diagnostisch-therapeutisches Vademecum für die zahnärztliche Praxis. Leipzig 1921.
- Grundriß zum Studium der Zahnheilkunde. 1926, 2. Auflage (Digitalisat).